# Coscinia cyrillii
Coscinia cyrillii là một loài bướm đêm thuộc phân họ Arctiinae, họ Erebidae.